# Zell am Moos
Zell am Moos é um município da Áustria localizado no distrito de Vöcklabruck, no estado de Alta Áustria.